# Trichosteleum wattsii
Trichosteleum wattsii är en bladmossart som beskrevs av B. C. Tan, W. B. Schofield och Helen Patricia Ramsay 1998. Trichosteleum wattsii ingår i släktet Trichosteleum och familjen Sematophyllaceae. Inga underarter finns listade i Catalogue of Life.